# Marketing de referință
Marketingul de referință (MR) este o formă de marketing indirect care folosește ca mijloc de comunicare comercială sau transfer de informații. 
Transferul informațional prin aplicarea MR, se realizează sub formă de mesaj text sau imagini, atât prin poșta electronică, cât și prin metoda verbală clasică de referință (transfer de informații). În sens mai larg, fiecare mesaj, informație sau e-mail transmis către clienți sau potențiali clienți are ca scop stabilirea în timp a unui raport comercial sau de parteneriat între "expeditor" și "destinatar". Prin folosirea procedurii de marketing de referință, vânzarea se realizează ulterior actului de comunicare, fără ca persoana sau entitatea care transmite informația, să fie implicată direct în actul comercial sau să fie nevoita să realizeze o vânzare efectivă (vânzare directă). În sens uzual, marketingul de referință este o procedură comercială de vânzări pasive (indirecte) ce pot fi implementat în cadrul oricărui sistem de vânzări (uni-brand sau multi-brand) și poate fi aplicată în toate domeniile (comercial/ prestări servicii), indiferent de tipul produselor sau serviciilor promovate. Fiind o metodă avangardistă de vânzări, marketingul de referință poate fi implementată în orice "zona" a vânzărilor(clasic sau online). Aplicarea MR în sfera distribuției de mărfuri, duce la îmbunătățirea actualului sistem comercial prin implicare consumatorilor în procesele și procedeele comerciale.

## Descriere
Marketingul de referință este un ansamblu de metodologii, activități și tehnici care, - prin înglobează proceduri precum: Online Marketing, Marketing Afiliat, E-mail Marketing, Media&Social Marketing; Marketing Direct; Multi Level Marketing; - permit atât studiul și satisfacerea cererii consumatorilor, dar și organizarea unor activități economice ce permit adaptarea permanentă a producției la cerințele prezente și viitoare ale consumatorilor. Prin aplicarea procedurii MR, atât în vânzările clasice (din depozit sau de la tejghea), cât și în vânzările on-line - metoda reușește să crească accesibilitatea consumatorilor la produse din toate mediile și segmentele socio-profesionale  ale societății(online/ clasic) sau economice(producători, distribuitori, revânzători, vânzători finali).
Avantajele sistemelor care implementează marketingul de referință: - diminuarea sumelor investite de companii în promovarea și vânzarea de mărfuri; - creșterea vânzărilor prin diminuarea prețurilor de aprovizionare de la furnizori; - creșterea rulajelor prin scăderea prețurilor la clientul final; - creșterea accesibilității consumatorilor la produsele și serviciile comercianților la prețuri diminuate (ca urmare a reducerii numărului de intermediari din sistemul comercial actual; - accesul comercianților la capital circulant și la o piață comună de distribuție și consum ca urmare a asocierilor de interes, realizate prin aplicarea MR; - creșterea coșului zilnic de produse la consumatori, prin diminuarea prețurilor de achiziție al produselor și serviciilor promovate; - permite francizarea oricărui tip de activitate; - crește forța de vânzare, prin implicarea consumatorilor atât în consumul cât și în distribuția mărfurilor(ca referenți); - accesul consumatorilor la o sursă permanentă de venituri, prin obținerea unei duble calități în cadrul sistemelor comerciale în care s-a implementat metoda MR (consumatori și distribuitori).
Unul dintre cele mai importante avantaje ale aplicării Marketingului de Referință în sfera comercialului, este acela că permite francizarea afacerii. Prin francizarea afacerii, comerciantul își poate acoperii cheltuielile de implementare, dezvoltare și funcționare a noului sistem, în urma aplicării MR. Francizatul primește o sursă independentă de venituri și întreg mecanismul de vânzări (pasive) împreună cu procedura comercială și sistemul generator de consum și consumatori (alături de o platformă de promovare și administrare a afacerii). 
Francizarea unei afaceri prin implementarea MR, permite accesul oricărei persoane fizice sau juridice la o platforma independenta de administrare a afacerii (în domeniul/domeniile de referință). Platforma de administrare permite generarea de sisteme și subsisteme de vânzări - prin dezvoltarea  de sub-rețele de distribuție și consum - prin referință. Sub-rețelele de distribuție duc la crearea unui portofoliu propriu de clienți, generator de rulaje, iar prin repetabilitatea consumului duc la generarea de venituri pe fiecare ciclu lunar de achiziții. 
Platforma online de administrare a afacerii francizate, permite prin procedura de marketing MR: - afilierea și atragerea continua de noi clienți; - promovarea rapidă a produselor și serviciilor de referință; - fidelizează și răsplătește financiar clienții prin venituri pasive regenerative lunar generate prim sistemul de MR (fără a fi condiționat în vreun fel actul de consum)
Avantajele aplicării procedurii de marketing, de către persoanele juridice: - Creștera bazei de date; - promovare fără costuri suplimentare; - optimizări SEO în motoare de căutare; generare de trafic prin link-uri si schibb de trafic; venituri din publicitate; - marketing prin căutări plătite în motoarele de căutare; e-mail marketing către publicul țintă selectat din baza de date generata prin MR; - publicitate prin afișarea de bannere, oferte, linkuri; creșteri de rulaje prin creșterea clienților; acces la noi piețe de desfacere; accesul clienților la produse/ servicii la prețuri reduse; etc. 

## Studiu de caz
Aplicarea procedurii de marketing de referință în sisteme UNIPRODUS - turism (TRM-Europe).
Prin asocierea companiilor de turism, tour-operatorii își pun la un loc ofertele, iar prin forța comună de vânzări pot încheia contracte de achiziții avantajoase în beneficiul propriu și al clienților. Procedura MR, permite implicarea consumatorilor de vacanțe direct în activitatea de promovare și consum a pachetelor turistice, permite acestora dezvoltarea de rețele de distribuție și consum prin recomandarea accesului în rețea - contra comision din pachetele de vacanțe intermediate (prin referință).
Aplicarea procedurii de marketing de referință în sisteme MULTIPRODUSE - consumului general de produse și servicii (KAS).
Prin asocierea comercianților în domenii diferite de activitate, aceștia își pot dezvolta puterea de vânzare și-și pot urmării împreună interesele economice și financiare. Dezvoltarea rețelelor de distribuție dedicate pe fiecare domeniu component al Holdingului realizat, permit achizițiile centralizate și accesul la produse direct de la consumatori. Asocierea comercianților cu consumatorii, permit prin aplicarea marketingului de referință, implicarea consumatorilor în procesul de distribuție și consum, al produselor și serviciilor reprezentate de firmele asociate, contra comision din valoarea rulajelor cumulate. În acest caz organizatorul (cel care implementează procedura) este proprietarul proceduri. El este cel care se promovează și oferă companiilor afiliate: servicii de promovare  surse de venituri, piață de consum, iar consumatorilor afiliați: o surse permanentă de venituri prin platforme comerciale sau de afaceri dedicate, sisteme de cariera bazate pe performanță, accesul la acțiuni în cadrul companiei, etc.
Companiile care implementează sisteme de vânzări bazate pe conceptul de marketing de referință, beneficiază de programe de afiliere performante, de publicitate și promovări de produse la costuri minimale, plătesc comisioane pe performanță în vânzări - din rulajele generate de afiliați, dispun de sisteme eficiente de monitorizare a veniturilor și a performantei în vânzări, metode performante de promovare de produse direct (prin mailing și newsletere) și indirect prin activitățile afiliaților (promovare, dezvoltare de sub-rețele, atrageri de clienți, consum propriu, consum generat prin clienții atrași, etc.).

## Rețele de marketing de referință românești
- KAS